# Jade Morgan
Jade Leigh Morgan (* 25. März 1987) ist eine südafrikanische Badmintonspielerin. 

## Karriere
Jade Morgan war 2007 und 2008 bei den South Africa International im Damendoppel mit Annari Viljoen erfolgreich. Bei der Afrikameisterschaft 2010 gewann sie Bronze im Mixed. 2010 wurde sie auch Zweite bei den Uganda International. 2008 und 2010 stand sie im südafrikanischen Team beim Uber Cup.

## Sportliche Erfolge
| Saison | Veranstaltung              | Disziplin   | Platz | Name                         |
| ------ | -------------------------- | ----------- | ----- | ---------------------------- |
| 2007   | South Africa International | Damendoppel | 1     | Jade Morgan / Annari Viljoen |
| 2008   | South Africa International | Damendoppel | 1     | Jade Morgan / Annari Viljoen |
| 2010   | Afrikameisterschaft        | Mixed       | 3     | Willem Viljoen / Jade Morgan |